# Cz (dwuznak)
Cz (Cz, cz) – dwuznak składający się z liter C i Z. W pisowni polskiej najczęściej oznacza dźwięk spółgłoski zwarto-szczelinowej zadziąsłowej bezdźwięcznej oznaczany w międzynarodowej transkrypcji fonetycznej IPA symbolem [t͡ʂ].
Współcześnie występuje także w innych ortografiach; np. w wyrazach angielskich, jak Czech (pol. Czech, czeski) lub niemieckim, jak Czernowitz (pol. Czerniowce).
Historycznie był obecny m.in. w języku litewskim, gdzie występował do XIX wieku, lecz zastąpiony został literą „č” i czeskim – w dawniejszej ortografii średniowiecznej, do XIV wieku.